# Louis Jones
Louis Jones, född den 15 januari 1932 i New Rochelle, New York, USA, död den 3 februari 2006, var en amerikansk friidrottare.
Jones slog vid två tillfällen världsrekordet på 400 m, 45,4 vid Panamerikanska spelen i Mexico City 1955 och 45,2 i Los Angeles 1956. Vid Olympiska spelen i Melbourne 1956 var Jones ur form och slutade som femma på den för honom medelmåttiga tiden 48,1. Jones deltog också i det segrande amerikanska stafettlaget på 4x400 m.